# Johannes Herrenschneider

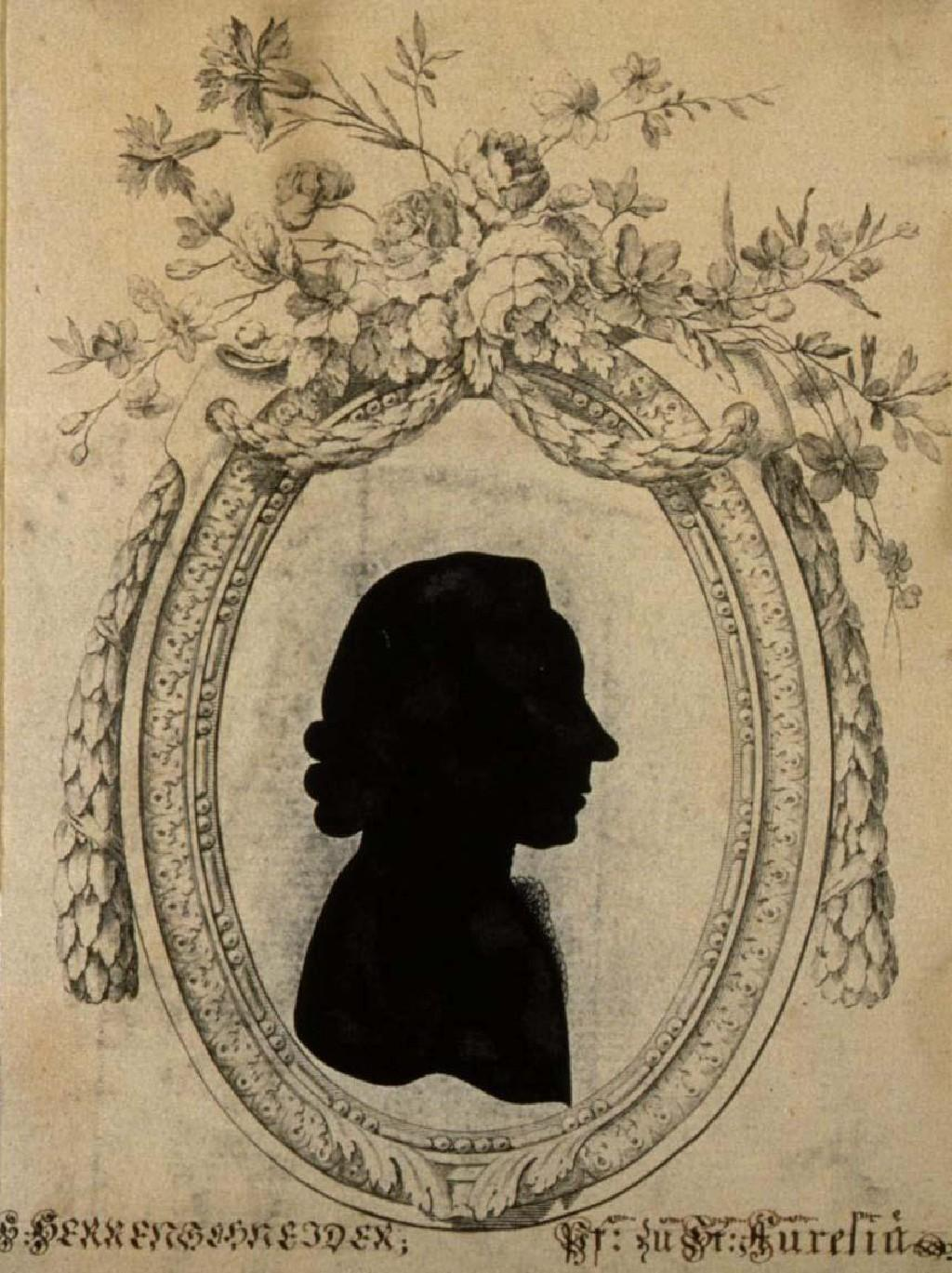
Johannes Herrenschneider

Johannes Herrenschneider (* 1723 in Straßburg; † 1802 ebenda) war lutherischer Geistlicher in Straßburg und Hofprediger in der Grafschaft Gaugrehweiler.

## Leben
Herrenschneider war zunächst Direktor am Gymnasium in Grünstadt und später „geistlicher Inspektor“ und Hofprediger am Hof von Carl Magnus von Rheingrafenstein in Gaugrehweiler. Als solcher war er für die gesamte Geistlichkeit der Grafschaft verantwortlich und oberstes Organ des Landesherrlichen Kirchenregiments.
Am 15. Februar 1773 wurde er bei einem Attentat schwer verletzt. Seine damals zehn Jahre alte Tochter kam bei dem Anschlag ums Leben. Der ihm unterstellte Pfarrer Valentin aus Bad Münster hatte eine Ladung gehacktes Blei durch das Fenster des Esszimmers abgefeuert, in dem Herrenschneider gerade mit seiner Familie beim Abendessen saß. Das Mädchen war sofort tot. Herrenschneider selbst, dem der Anschlag gegolten hatte, wurde an der Schulter verletzt. Valentin entkam zunächst unbemerkt und der Anfangsverdacht fiel auf den Rheingrafen Carl Magnus. Herrenschneider hatte seinen Dienstherren kurz zuvor in einem Betrugsprozess schwer beschuldigt.
Als die Untersuchungskommission dem wahren Täter auf die Spur kam, nahm dieser sich das Leben. Die Hintergründe der Tat sind nicht vollständig geklärt. Friedrich Christian Laukhard nennt eine vorausgegangene Beleidigung und die autoritäre Amtsführung Herrenschneiders als Tatmotiv.
In der Folge dieses Vorfalls verließ Herrenschneider mit seiner Familie die Pfalz und wurde Pfarrer im elsässischen Rappoltsweiler. 1777 wurde er zum Diaconus in der Thomaskirche in Straßburg berufen und einige Jahre später schließlich zum Pastor der Aureliagemeinde. Dieses Amt hatte er bis zu seinem Tod inne.
Während der Schreckensherrschaft Robespierres wurde er im Mai 1794 zusammen mit Isaak Haffner (1751–1831), Johann Lorenz Blessig und anderen Straßburger Geistlichen als Gegner der Jakobiner verhaftet und bis zum 9. Thermidor festgehalten.

## Wirkung
Seine Amtsführung in Gaugrehweiler war umstritten. Friedrich Christian Laukhard, dessen Vater als Pfarrer von Wendelsheim Herrenschneider unterstand, wirft ihm vor, mit päpstlicher Autorität gehandelt zu haben und sich auf Kosten der Bauern und einfachen Geistlichen ein angenehmes Leben gemacht zu haben. Johann Lahr tritt diesen Aussagen in einem öffentlichen Artikel entschieden entgegen.